# Dialetto guernesiais

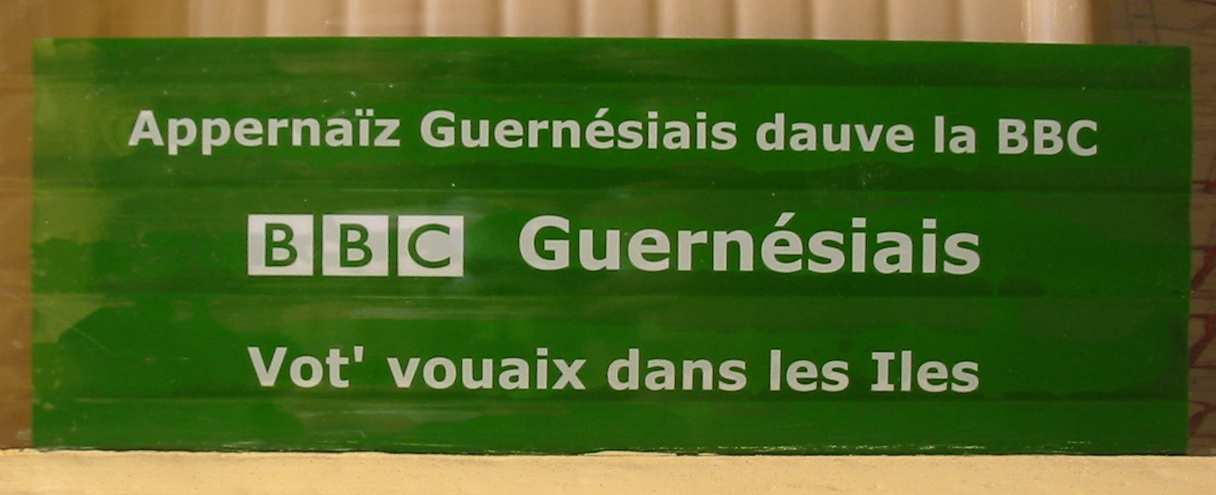

Il guernesiais, scritto anche guernésiais e conosciuto anche come dgèrnésiais, o normanno di Guernsey, è un dialetto della lingua normanna parlata nell'isola di Guernsey.
Considerata a volte come Patois, è una delle numerose varietà della Lingua d'oïl che affonda le proprie radici nella lingua latina mescolatasi con la lingua portata dai conquistatori normanni, rivelando numerose influenze derivate dal norreno e dalla lingua inglese.
Esiste un certo grado di Mutua intelligibilità con il Jèrriais, sebbene rapporti più stretti con il dialetto parlato a La Hague nella Cotentin.
Esiste una ricca letteratura in Guernesiais, riconoscendo in George Métivier (1790–1881) la figura del più grande poeta dell'isola.
Il Guernesiais è una lingua in netto declino: secondo il censimento effettuato nel 2001 solo 1.327 abitanti, il 2% della popolazione, parla fluentemente la lingua, mentre il 3% riesce a comprenderla. Dal censimento del 2014 il numero dei locutori si è ridotto ulteriormente ed è passato a circa 200 persone.

## Alcuni esempi in lingua
| Guernésiais                  | Italiano                          | Francese                                                          |
| Quaï temps qu'i fait?        | Che tempo fa?                     | Quel temps fait-il ? Colloquiale: Quel temps qu'il fait ?         |
| I' fait caoud ogniet         | Oggi è caldo                      | Il fait chaud aujourd'hui                                         |
| Tchi qu'est vote naom?       | Qual è il tuo nome?               | Comment vous appelez-vous ? Quel est votre nom?                   |
| Coume tchi que l'affaire va? | Come stai Lit. Come va il lavoro? | Comment vont les affaires ? Coll: comment que vont les affaires ? |
| Quaï heure qu'il est?        | che ore sono?                     | Quelle heure est-il ? Coll: Quelle heure qu'il est ?              |
| À la perchoine               | Ci vediamo alla prossima          | Au revoir À la prochaine                                          |
| Mercie bian                  | Grazie molte                      | Merci beaucoup Coll: Merci bien                                   |
| chén-chin                    | questo                            | ceci                                                              |
| ch'techin                    | questo qui                        | celui-ci                                                          |
| Lâtchiz-mé                   | Lasciami                          | Laissez-moi                                                       |